# 2017-es Formula–E New York nagydíj
A 2017-es Berlin nagydíjakat július 15-én és június 16-án, a 2016–2017-es Formula–E bajnokság kilencedik és tizedik futamaként rendezték meg. Az első versenyen a pole-pozíciót Alex Lynn szerezte meg, a futamot pedig Sam Bird nyerte meg. A második versenyen a pole-pozíciót Sam Bird szerezte meg és a futamot is ő nyerte meg.

## 1. időmérő
| Helyezés | Rajtszám | Versenyző              | Csapat            | Idő/hátrány | Hátrány | Rajthely |
| -------- | -------- | ---------------------- | ----------------- | ----------- | ------- | -------- |
| 1        | 37       | Alex Lynn              | Virgin-Citröen    | 1:03.296    | —       | 1        |
| 2        | 66       | Daniel Abt             | Audi Sport ABT    | 1:03.534    | +0.238  | 2        |
| 3        | 25       | Jean-Éric Vergne       | Techeetah-Renault | 1:03.537    | +0.241  | 3        |
| 4        | 2        | Sam Bird               | Virgin-Citröen    | 1:03.557    | +0.261  | 4        |
| 5        | 7        | Jérôme d’Ambrosio      | Dragon-Penske     | 1:07.203    | +3.907  | 5        |
| 6        | 23       | Nick Heidfeld          | Mahindra          | 1:03.193    | —       | 6        |
| 7        | 3        | Nelson Piquet Jr.      | NextEV NIO        | 1:03.361    | +0.168  | 7        |
| 8        | 88       | Oliver Turvey          | NextEV NIO        | 1:03.385    | +0.192  | 8        |
| 9        | 8        | Nicolas Prost          | e.Dams-Renault    | 1:03.433    | +0.240  | 9        |
| 10       | 11       | Lucas di Grassi        | Audi Sport ABT    | 1:03.480    | +0.287  | 10       |
| 11       | 33       | Stéphane Sarrazin      | Techeetah-Renault | 1:03.508    | +0.315  | 11       |
| 12       | 6        | Loïc Duval             | Dragon-Penske     | 1:03.521    | +0.328  | 12       |
| 13       | 47       | Adam Carroll           | Jaguar            | 1:03.555    | +0.362  | 13       |
| 14       | 20       | Mitch Evans            | Jaguar            | 1:03.637    | +0.444  | 14       |
| 15       | 4        | Tom Dillmann           | Venturi           | 1:03.795    | +0.602  | 15       |
| 16       | 27       | Robin Frijns           | Andretti-BMW      | 1:03.830    | +0.637  | 16       |
| 17       | 19       | Felix Rosenqvist       | Mahindra          | 1:04.300    | +1.107  | 17       |
| 18       | 28       | António Félix da Costa | Andretti-BMW      | 1:04.585    | +1.392  | 18       |
| 19       | 9        | Pierre Gasly           | e.Dams-Renault    | 1:04.936    | +1.743  | 19       |
| 20       | 5        | Maro Engel             | Venturi           | 1:17.591    | +14.378 | 20       |

## 1. futam
| Helyezés | Rajtszám | Versenyző              | Csapat            | Kör | Idő/Kiesés oka | Rajthely | Pont |
| -------- | -------- | ---------------------- | ----------------- | --- | -------------- | -------- | ---- |
| 1        | 2        | Sam Bird               | Virgin-Citröen    | 43  | 52:29.275      | 4        | 25   |
| 2        | 25       | Jean-Éric Vergne       | Techeetah-Renault | 43  | +1.354         | 3        | 18   |
| 3        | 33       | Stéphane Sarrazin      | Techeetah-Renault | 43  | +4.392         | 11       | 15   |
| 4        | 11       | Lucas di Grassi        | Audi Sport ABT    | 43  | +6.155         | 10       | 12   |
| 5        | 6        | Loïc Duval             | Dragon-Penske     | 43  | +8.428         | 12       | 10   |
| 6        | 88       | Oliver Turvey          | NextEV NIO        | 43  | +8.952         | 8        | 8    |
| 7        | 9        | Pierre Gasly           | e.Dams-Renault    | 43  | +9.321         | 19       | 6    |
| 8        | 8        | Nicolas Prost          | e.Dams-Renault    | 43  | +10.036        | 9        | 4    |
| 9        | 27       | Robin Frijns           | Andretti-BMW      | 43  | +11.019        | 16       | 2    |
| 10       | 47       | Adam Carroll           | Jaguar            | 43  | +12.073        | 13       | 1    |
| 11       | 3        | Nelson Piquet Jr.      | NextEV NIO        | 43  | +12.977        | 7        |      |
| 12       | 28       | António Félix da Costa | Andretti-BMW      | 43  | +13.341        | 18       |      |
| 13       | 4        | Tom Dillmann           | Venturi           | 43  | +16.337        | 15       |      |
| 14       | 66       | Daniel Abt             | Audi Sport ABT    | 42  | Töltés         | 2        |      |
| 15       | 19       | Felix Rosenqvist       | Mahindra          | 42  | +1 kör         | 17       |      |
| Ki       | 23       | Nick Heidfeld          | Mahindra          | 34  | Defekt         | 6        |      |
| Ki[a]    | 5        | Maro Engel             | Venturi           | 30  | Motor          | 20       | 1    |
| Ki[a]    | 37       | Alex Lynn              | Virgin-Citröen    | 23  | Váltó          | 1        | 3    |
| Ki       | 7        | Jérôme d’Ambrosio      | Dragon-Penske     | 22  | Olajnyomás     | 5        |      |
| Ki       | 20       | Mitch Evans            | Jaguar            | 18  | Gumik          | 14       |      |

Megjegyzés:
- ↑ a:  - +3 pont a pole-pozícióért
- ↑ b:  - +1 pont a leggyorsabb körért

## 2. időmérő
| Helyezés | Rajtszám | Versenyző              | Csapat            | Idő/hátrány | Hátrány | Rajthely |
| -------- | -------- | ---------------------- | ----------------- | ----------- | ------- | -------- |
| 1        | 2        | Sam Bird               | Virgin-Citröen    | 1:02.285    | —       | 1        |
| 2        | 19       | Felix Rosenqvist       | Mahindra          | 1:02.322    | +0.037  | 2        |
| 3        | 25       | Jean-Éric Vergne       | Techeetah-Renault | 1:02.544    | +0.259  | 3        |
| 4        | 9        | Pierre Gasly           | e.Dams-Renault    | 1:03.173    | +0.888  | 4        |
| 5        | 23       | Nick Heidfeld          | Mahindra          | 1:03.210    | +0.925  | 5        |
| 6        | 5        | Maro Engel             | Venturi           | 1:02.579    | —       | 6        |
| 7        | 88       | Oliver Turvey          | NextEV NIO        | 1:02.583    | +0.004  | 7        |
| 8        | 66       | Daniel Abt             | Audi Sport ABT    | 1:02.688    | +0.109  | 8        |
| 9        | 11       | Lucas di Grassi        | Audi Sport ABT    | 1:02.720    | +0.141  | 9        |
| 10       | 4        | Tom Dillmann           | Venturi           | 1:02.807    | +0.228  | 10       |
| 11       | 27       | Robin Frijns           | Andretti-BMW      | 1:02.820    | +0.241  | 19       |
| 12       | 33       | Stéphane Sarrazin      | Techeetah-Renault | 1:02.853    | +0.274  | 11       |
| 13       | 20       | Mitch Evans            | Jaguar            | 1:02.868    | +0.289  | 12       |
| 14       | 7        | Jérôme d’Ambrosio      | Dragon-Penske     | 1:02.900    | +0.321  | 13       |
| 15       | 8        | Nicolas Prost          | e.Dams-Renault    | 1:03.038    | +0.459  | 14       |
| 16       | 3        | Nelson Piquet Jr.      | NextEV NIO        | 1:03.184    | +0.605  | 20       |
| 17       | 37       | Alex Lynn              | Virgin-Citröen    | 1:03.225    | +0.645  | 15       |
| 18       | 28       | António Félix da Costa | Andretti-BMW      | 1:03.330    | +0.751  | 16       |
| 19       | 6        | Loïc Duval             | Dragon-Penske     | 1:03.547    | +0.968  | 17       |
| 20       | 47       | Adam Carroll           | Jaguar            | 1:03.594    | +1.015  | 18       |

## 2. futam
| Helyezés | Rajtszám | Versenyző              | Csapat            | Kör | Idő/Kiesés oka | Rajthely | Pont |
| -------- | -------- | ---------------------- | ----------------- | --- | -------------- | -------- | ---- |
| 1[a]     | 2        | Sam Bird               | Virgin-Citröen    | 49  | 58:09.388      | 1        | 28   |
| 2        | 19       | Felix Rosenqvist       | Mahindra          | 49  | +11.381        | 2        | 18   |
| 3        | 23       | Nick Heidfeld          | Mahindra          | 49  | +12.319        | 5        | 15   |
| 4        | 9        | Pierre Gasly           | e.Dams-Renault    | 49  | +12.355        | 4        | 12   |
| 5        | 11       | Lucas di Grassi        | Audi Sport ABT    | 49  | +23.451        | 9        | 10   |
| 6        | 8        | Nicolas Prost          | e.Dams-Renault    | 49  | +30.471        | 14       | 8    |
| 7        | 4        | Tom Dillmann           | Venturi           | 49  | +41.862        | 10       | 6    |
| 8        | 25       | Jean-Éric Vergne       | Techeetah-Renault | 49  | +52.292        | 3        | 4    |
| 9        | 27       | Robin Frijns           | Andretti-BMW      | 49  | +60.475        | 19       | 2    |
| 10       | 7        | Jérôme d’Ambrosio      | Dragon-Penske     | 49  | +72.659        | 14       | 1    |
| 11       | 47       | Adam Carroll           | Jaguar            | 49  | +101.134       | 18       |      |
| 12       | 33       | Stéphane Sarrazin      | Techeetah-Renault | 48  | +1 kör         | 11       |      |
| 13       | 6        | Loïc Duval             | Dragon-Penske     | 48  | +1 kör         | 17       |      |
| 14       | 88       | Oliver Turvey          | NextEV NIO        | 48  | +1 kör         | 7        |      |
| 15       | 28       | António Félix da Costa | Andretti-BMW      | 48  | +1 kör         | 16       |      |
| 16       | 3        | Nelson Piquet Jr.      | NextEV NIO        | 46  | +3 kör         | 20       |      |
| Ki       | 5        | Maro Engel             | Venturi           | 22  | Elektronika    | 6        |      |
| Ki       | 37       | Alex Lynn              | Virgin-Citröen    | 19  | Váltó          | 15       |      |
| Ki[b]    | 66       | Daniel Abt             | Audi Sport ABT    | 18  | Felfüggesztés  | 8        | 1    |
| Ki       | 20       | Mitch Evans            | Jaguar            | 5   | Váltó          | 12       |      |

Megjegyzés:
- ↑ a:  - +3 pont a pole-pozícióért
- ↑ b:  - +1 pont a leggyorsabb körért

## A világbajnokság állása a verseny után
(Teljes táblázat)
| H  | Versenyzők       | Pont | H  | Konstruktőrök     | Pont |
| -- | ---------------- | ---- | -- | ----------------- | ---- |
| 1. | Sébastien Buemi  | 157  | 1. | e.Dams-Renault    | 239  |
| 2. | Lucas di Grassi  | 137  | 2. | Audi Sport ABT    | 183  |
| 3. | Felix Rosenqvist | 86   | 3. | Mahindra          | 149  |
| 4. | Nicolas Prost    | 76   | 4. | Virgin Racing     | 125  |
| 5. | Nick Heidfeld    | 63   | 5. | Techeetah-Renault | 90   |

- Jegyzet: Csak az első 5 helyezett van feltüntetve mindkét táblázatban.